# 534390 Huningsheng
534390 Huningsheng è un asteroide della fascia principale. Scoperto nel 2010, presenta un'orbita caratterizzata da un semiasse maggiore pari a 2,4206077 au e da un'eccentricità di 0,2349179, inclinata di 6,15614° rispetto all'eclittica.